# Alexander Rodríguez Alvarado
Alexander Rodríguez Alvarado (Mochumí, 16 de mayo de 1978) es un ingeniero agrónomo y político peruano. Es miembro del partido político Alianza para el Progreso, ha sido dos veces elegido alcalde del distrito de Mochumí y fue alcalde provincial de Lambayeque hasta mayo de 2022.

## Biografía
Nació en Mochumí el 16 de mayo de 1978, hizo sus estudios de agronomía en la Universidad Nacional Pedro Ruiz Gallo, posteriormente hizo una maestría en ingeniería ambiental en esta misma. Ha sido elegido dos veces alcalde del distrito de Mochumí por los periodos de 2011-2014 y 2015-2018. En el año de 2018, durante las elecciones regionales y municipales, es elegido alcalde provincial de Lambayeque por el periodo 2019-2022.